# Andy Devine
Andy Vabre Devine (* 7. Oktober 1905 in Flagstaff, Arizona; † 18. Februar 1977 in Orange, Kalifornien) war ein US-amerikanischer Schauspieler.

## Leben

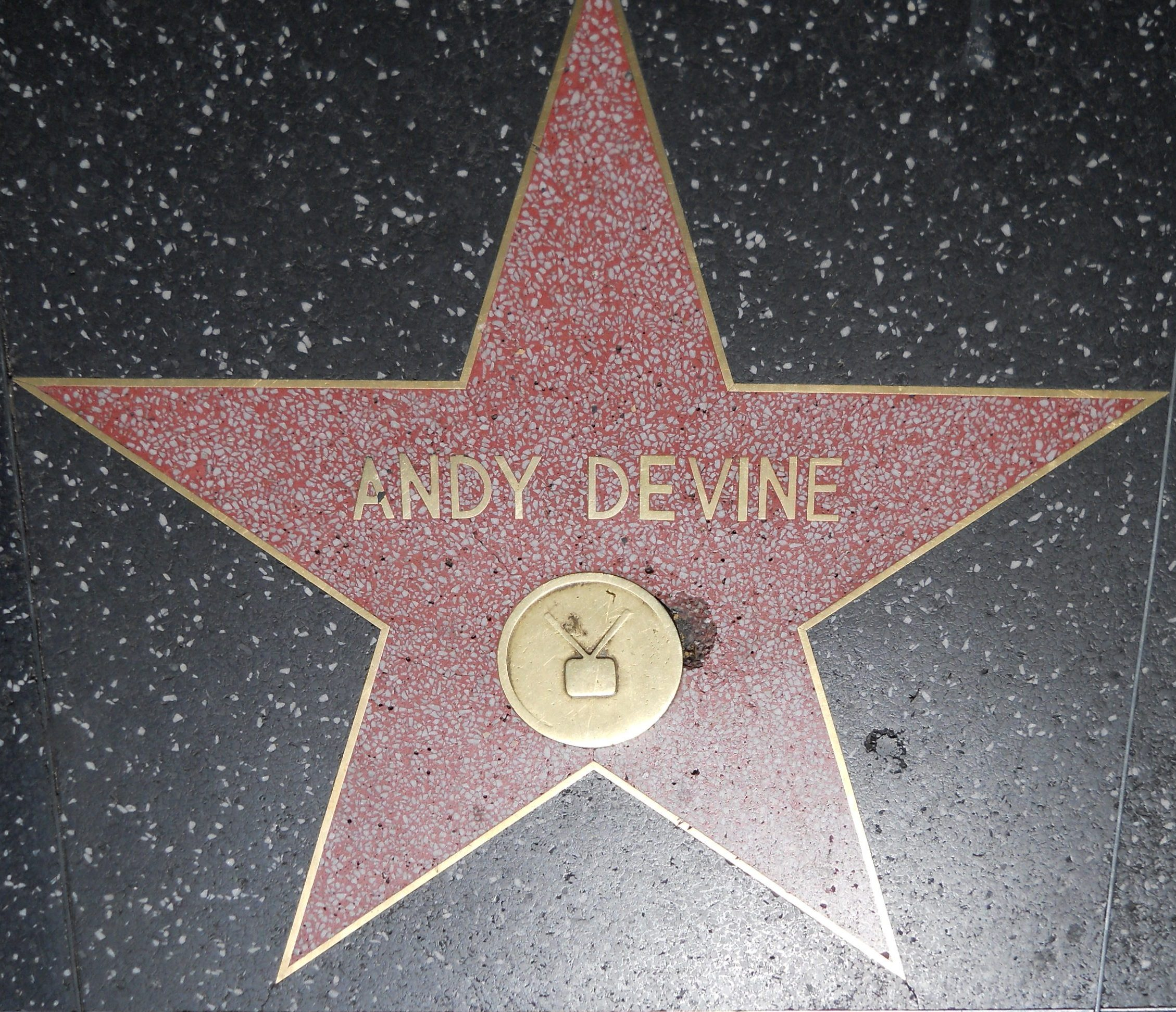
Andy Devines Stern auf dem Hollywood Walk of Fame

Andy Devine spielte zunächst halbprofessionell American Football an der Ball State University und erlangte einige Popularität, die ihm half, als er beschloss, nach Hollywood zu gehen – in einigen seiner frühen Filme wurde er auch als Footballspieler besetzt. Er trat insgesamt in mehr als 150 Filmen auf, wobei sein Spektrum von B-Filmen (meist Western) bis zu anspruchsvollen und teuren Produktionen reichte. Devine war ein gefragter Nebendarsteller; meist mimte er den komischen Sidekick des Hauptdarstellers, etwa in zehn Filmen mit Roy Rogers. Zwei seiner bekanntesten Filmrollen hatte er neben John Wayne und unter der Regie von John Ford: 1939 als gutmütiger, aber wenig durchsetzungsfähiger Kutscher Buck in Ringo sowie 1962 als ängstlicher Sheriff in Der Mann, der Liberty Valance erschoß. Er sprach außerdem die Zeichentrickfigur Bruder Tuck in Walt Disneys Robin Hood.
Sein unverwechselbares Markenzeichen war seine ungewöhnliche Stimme, die das Resultat eines Unfalls in der Kindheit war, als Devine mit einer Stange in der Hand stürzte und diese sich in seinen Gaumen bohrte. Nach dem Unfall dauerte es fast ein Jahr, bevor er wieder sprechen konnte – nun aber mit einer krächzenden, recht hohen und zittrigen Stimme. Devine war durch seine Stimme ideal für das Radio, hier wurde er bekannt als häufiger Gast in Jack Bennys Show sowie in der Rolle von Jingles, Guy Madisons Partner in The Adventures of Wild Bill Hickok. Beide Schauspieler sollten die Rollen auch im Fernsehen übernehmen, wo Devine ab den 1950er-Jahren in zahlreichen Gastrollen zu sehen war. Er spielte Hap in der Serie Flipper und war Moderator einer Kindershow, Andy’s Gang.
Ein Stern auf dem Hollywood Walk of Fame erinnert an den bekannten Nebendarsteller, der 1977 mit 71 Jahren an Leukämie verstarb. Von 1933 bis zu seinem Tod war er mit Dorothy House (1915–2000) verheiratet, sie hatten insgesamt fünf Kinder.

## Filmografie (Auswahl)
- 1928: Zwei junge Herzen (Lonesome)
- 1929: Die ungekrönte Königin (The Divine Lady)
- 1931: Das Strafgesetzbuch (The Criminal Code)
- 1931: The Spirit of Notre Dame
- 1932: Man Wanted
- 1932: Gesetz und Ordnung (Law and Order)
- 1932: The All-American
- 1933: Midnight Mary
- 1933: Dr. Bull (Doctor Bull)
- 1934: The Poor Rich
- 1934: Stingaree
- 1934: Das Mädel aus der Unterwelt (Upperworld)
- 1935: La Fiesta de Santa Barbara (Kurzfilm)
- 1936: Kleinstadtmädel (Small Town Girl)
- 1936: Romeo und Julia (Romeo and Juliet)
- 1937: Ein Stern geht auf (A Star Is Born)
- 1939: Ringo (Stagecoach)
- 1939: Geronimo, die Geißel der Prärie (Geronimo)
- 1940: Buck Benny Rides Again
- 1941: Die Abenteurerin (The Flame of New Orleans)
- 1943: Korvette K 225 (Corvette K-225)
- 1944: Ali Baba und die vierzig Räuber (Ali Baba and the Forty Thieves)
- 1945: Die Herberge zum Roten Pferd (Frontier Gal)
- 1946: Feuer am Horizont (Canyon Passage)
- 1947: Michigan Kid
- 1947: Springtime in the Sierras
- 1947: Brennende Grenze (The Fabulous Texan)
- 1947: Die falsche Sklavin (Slave Girl)
- 1948: Der Rächer von Los Angeles (Old Los Angeles)
- 1948: Die rauhen Reiter der furchtlosen Legion (The Gallant Legion)
- 1949: Überfall auf Expreß 44 (The Last Bandit)
- 1950: Never a Dull Moment
- 1951: Der Todesfelsen von Colorado (New Mexico)
- 1951: Die rote Tapferkeitsmedaille (The Red Badge of Courage)
- 1951–1958: Adventures of Wild Bill Hickok (Fernsehserie, 112 Folgen)
- 1952: Die Schönste von Montana (Montana Belle)
- 1953: Das letzte Signal (Island in the Sky)
- 1955: Es geschah in einer Nacht (Pete Kelly’s Blues)
- 1956: In 80 Tagen um die Welt (Around the World in Eighty Days)
- 1960: Abenteuer am Mississippi (The Adventures of Huckleberry Finn)
- 1961: Zwei ritten zusammen (Two Rode Together)
- 1962: Der Mann, der Liberty Valance erschoß (The Man Who Shot Liberty Valance)
- 1962: Das war der Wilde Westen (How the West Was Won)
- 1962: Twilight Zone (Fernsehserie, Folge Hocus-Pocus and Frisby)
- 1964–1965: Flipper (Fernsehserie, fünf Folgen)
- 1965: Ein Zebra in der Küche (Zebra in the Kitchen)
- 1967: Das Teufelsweib von Texas (The Ballad of Josie)
- 1967/1971: Die Leute von der Shiloh Ranch (The Virginian; Fernsehserie, zwei Folgen)
- 1968: Bonanza (Fernsehserie, Folge A Girl Named George)
- 1970: The Phynx
- 1970: Myra Breckinridge – Mann oder Frau? (Myra Breckinridge)
- 1973: Robin Hood (Zeichentrickfilm, Stimme)
- 1976: Won Ton Ton – der Hund, der Hollywood rettete (Won Ton Ton, the Dog Who Saved Hollywood)
- 1977: Ferien mit einem Wal (A Whale of a Tale)